# كين هولاند
كين هولاند (بالإنجليزية: Ken Holland)‏ هو لاعب هوكي الجليد كندي، ولد في 10 نوفمبر 1955 في فيرنون في كندا.

## وصلات خارجية
- كين هولاند على موقع دوري الهوكي الوطني (الإنجليزية)
- كين هولاند على موقع قاعة مشاهير الهوكي (لاعب أن.إتش.أل) (الإنجليزية)
- كين هولاند على موقع EliteProspects.com (الإنجليزية)
- كين هولاند على موقع HockeyDB.com (الإنجليزية)
- كين هولاند على موقع Hockey-Reference.com (الإنجليزية)
- كين هولاند على موقع قاعة كولومبيا البريطانية للمشاهير الرياضية (الإنجليزية)